# Ensaio (álbum)
Ensaio é o oitavo álbum ao vivo e o oitavo álbum de vídeo da dupla sertaneja Bruno & Marrone, lançado em 1 de setembro de 2017 pela Universal Music.
O álbum, gravado em dezembro de 2016, no Hotel Fazenda Dona Carolina, em Itatiba, São Paulo, foi o primeiro lançamento da dupla pela gravadora Universal Music.
O diferencial do álbum em relação aos lançamentos recentes do mercado sertanejo é o formato acústico e sem público, se assemelhando muito ao primeiro projeto de sucesso da dupla, Acústico ao Vivo, lançado em 2001.

## Lista de faixas
| N.º            | Título                                     | Compositor(es) | Duração |  |
| 1.             | "Enquanto Eu Brindo Cê Chora"              | Diego Ferrari / Franco Levine / Cinara Sousa / Thais Miziara                                                           | 2:45    |  |
| 2.             | "Na Conta da Loucura"                      | Matheus Santos / Vine Show / Vinicius Poeta                                                                            | 2:45    |  |
| 3.             | "Beijo de Varanda"                         | Elcio di Carvalho / Junior Pepato / Danillo Davilla / Lari Ferreira                                                    | 2:41    |  |
| 4.             | "Pensa Bem"                                | Ivan Medeiros / Theo José / Vivi Abreu / Marcelo Melo                                                                  | 2:42    |  |
| 5.             | "Andar Solidão (Tá Doendo)"                | Luiz Gustavo / Miguel / Ivan Grey / Alexandre Rodrigues                                                                | 2ː43    |  |
| 6.             | "Sua Melhor Versão"                        | Rennó / Vine Show / Vinicius Poeta / Isaías Jr.                                                                        | 2:56    |  |
| 7.             | "Vou Desligar"                             | Luiz Henrique / Renan / Bruno Bahiano / Denis Araújo                                                                   | 2:30    |  |
| 8.             | "Trégua (Eu Quero Trégua)"                 | Douglas Mello / Nando Marx / Flavinho Tinto / Victor Hugo / Philipe Pancadinha                                         | 2:40    |  |
| 9.             | "Não Me Deixa Saber (Chamando Ele De Pai)" | Rafael Augusto / Ricardo Vismarck / Ronael / Murilo Huff                                                               | 2:45    |  |
| 10.            | "Motivo Bobo"                              | Rafael Augusto / Jairo Góes / Murilo Huff / Santorine                                                                  | 2ː58    |  |
| 11.            | "Saudade Que Me Mata"                      | Rafael Augusto / Jairo Góes / Alan Barros / Hendine Hazla                                                              | 2ː43    |  |
| 12.            | "Turnê De Amor"                            | Rennó / Vine Show / Isaías Jr.                                                                                         | 2:40    |  |
| 13.            | "Talvez Sim, Talvez Não"                   | Enzo Ghinazzi / Loko Loko / Paolo Barabani / Danielle Pace                                                             | 2:37    |  |
| 14.            | "Desgramou Comigo"                         | Elcio di Carvalho / Junior Pepato / Danillo Davilla / Thales Lessa                                                     | 2:40    |  |
| 15.            | "Suas Fotos"                               | Luiz Henrique / Renan / Lucas Bettar                                                                                   | 2:57    |  |
| 16.            | "UTI (Alguém Fala Pra Ela)"                | Diego Ferrari / Everton Matos / Frederico / Ray Antonio / Paulo Pires / Sando Neto / Guilherme Ferraz / Alan Barros    | 2:39    |  |
| 17.            | "Perfume"                                  | Samuel Mendes / Robledo Manoel / Valdinei José / Leonardo Targino                                                      | 2:55    |  |
| 18.            | "Chega de Nove Horas (Me Escuta)"          | Rafael Torres / Renan Augusto / Michel Alves / Christyan Ribeiro / Elias Mafra / Virgílio Franco                       | 2:44    |  |
| 19.            | "Jogou Pro Alto (Bolso Furado)"            | Rafael Augusto / Ricardo Vismarck / Ronael / Murilo Huff / Diego Silveira                                              | 2:27    |  |
| 20.            | "Fecho Tamo Junto"                         | Diego Ferrari / Everton Matos / Sérgio Porto / Ray Antonio / Paulo Pires / Sando Neto / Guilherme Ferraz / Alan Barros | 2:43    |  |
| 21.            | "Foi Só Um Susto"                          | Diego Ferrari / Everton Matos / Luis Augusto / Ray Antonio / Paulo Pires                                               | 2:43    |  |
| 22.            | "Eu Não Te Merecia (Menos Um Vagabundo)"   | Douglas Mello / Nando Marx / Flavinho Tinto / Victor Hugo / Philipe Pancadinha                                         | 2:42    |  |
| Duração total: | Duração total:                             | Duração total: | 1:00:00 |  |